# Beran Selo
Pour les articles homonymes, voir Beran et Selo.
Beran Selo (en serbe cyrillique : Беран Село) est un village du nord-est du Monténégro, dans la municipalité de Berane.

## Histoire
La fondation de Beran Selo remonte sans doute au XIVe siècle, la localité ayant ensuite donné à Berane.
Sur le territoire du village se trouve le monastère de Đurđevi Stupovi, fondé en 1213 par Stefan Prvoslav, fils du grand-duc serbe Tihomir et neveu de Stefan Nemanja ; ce monastère est le siège de l'éparchie de Budimlje-Nikšić, une subdision de l'Église orthodoxe serbe au Monténégro.

## Démographie

### Évolution historique de la population
| 1948 | 1953 | 1961 | 1971 | 1981  | 1991  | 2003  |
| ---- | ---- | ---- | ---- | ----- | ----- | ----- |
| 362  | 223  | 487  | 962  | 1 322 | 1 286 | 1 483 |